# Peter Koller (Rechtsphilosoph)
Peter Koller (* 25. Januar 1947 in Graz) ist ein österreichischer Rechtsphilosoph und Rechtssoziologe.

## Leben
Peter Koller schloss das Studium der Rechtswissenschaften 1971 und das Studium der Philosophie mit Nebenfach Soziologie 1981 jeweils mit der Promotion ab. 1985 habilitierte er sich für die Fächer Rechts- und Sozialphilosophie sowie Rechtssoziologie. Seit 1991 ist er Universitätsprofessor für Rechtsphilosophie, Rechtstheorie und Rechtssoziologie an der Rechtswissenschaftlichen Fakultät der Karl-Franzens-Universität Graz. Zahlreiche Gastprofessuren führten ihn unter anderem an die University of Minnesota, die Rutgers University in New Jersey und die Ludwig-Maximilians-Universität München.
Koller ist Mitglied des Beirats der Deutschen Gesellschaft zur Erforschung des Politischen Denkens (DGEPD).

## Forschungsschwerpunkte
- Politische Theorie, insbesondere:
  - soziale Gerechtigkeit
  - politische Freiheit
  - soziale Gleichheit
  - Demokratie
  - internationale Ordnung
- Moralphilosophie, insbesondere:
  - Begründung moralischer Normen
  - moralisches Handeln in einer moralisch defekten sozialen Umwelt
- Rechtstheorie
- juristische Methodenlehre
- Rechtssoziologie, insbesondere:
  - Formen sozialer Kooperation
  - rechtliche Bewältigung ökologischer Probleme

## Schriften
- Neue Theorien des Sozialkontrakts. Berlin 1987.
- Theorie des Rechts. Eine Einführung. 2. Auflage. Wien 1997.
- (Hrsg.): Current Issues in Political Philosophy: Justice in Society and World Order. Wien 1997.
- (Hrsg.): Gerechtigkeit im politischen Diskurs der Gegenwart. Wien 2001.
- Aufsätze zu Themen der Rechtsphilosophie und der politischen Philosophie, unter anderem:
  - Menschen- und Bürgerrechte aus ethischer Perspektive. In: Jahrbuch für Recht und Ethik. 3, 1995.
  - Frieden und Gerechtigkeit in einer geteilten Welt. In: Reinhard Merkel & Robert Wittmann (Hrsg.): „Zum ewigen Frieden“. Grundlagen, Aktualität und Aussichten einer Idee von Immanuel Kant. Frankfurt am Main 1996.
  - Westfälisches System oder globale Friedensordnung? In: Politisches Denken. Jahrbuch 2000
  - Arbeitslosigkeit und Gerechtigkeit. In: Manfred Prisching (Hrsg.): Ethik im Sozialstaat. Wien 2000.
  - Soziale Gerechtigkeit, Wirtschaftsordnung und Sozialstaat. In: Wolfgang Kersting (Hrsg.): Politische Philosophie des Sozialstaats. Weilerswist 2000.
  - Die moralische Relevanz staatlicher Grenzen. In: Karl Graf Ballestrem (Hrsg.): Internationale Gerechtigkeit. Opladen 2001.